# بات ماكورميك
بات ماكورميك (بالإنجليزية: Pat McCormick) هي لاعبة أولمبية لرياضة غطس من الولايات المتحدة. شاركت في الأولمبياد الصيفي في 1952–1956، وفازت بما مجموعه 4 ميداليات.

## الميداليات
| ذهب | فضة | برونز | المجموع |
| 4   | 0   | 0     | 4       |

## روابط خارجية
- بات ماكورميك على موقع الاتحاد الدولي للسباحة (الإنجليزية)
- بات ماكورميك على موقع قاعة مشاهير السباحة العالمية (الإنجليزية)
- بات ماكورميك على موقع اللجنة الأولمبية الدولية (الإنجليزية)
- بات ماكورميك على موقع أوليمبيديا (الإنجليزية)